# جورج بوشومين
جورج بوشومين هو مغني كندي، ولد في 17 يونيو 1891 في نيكوليت في كندا، وتوفي في 25 فبراير 1957.